# Dobrooleksandriwka
Dobrooleksandriwka (ukrainisch Доброолександрівка; russisch Доброалександровка Dobroalexandrowka; früherer deutscher Name Alexanderhilf) ist ein Dorf im Süden der Ukraine im Rajon Odessa in der Oblast Odessa mit etwa 1886 Einwohnern.

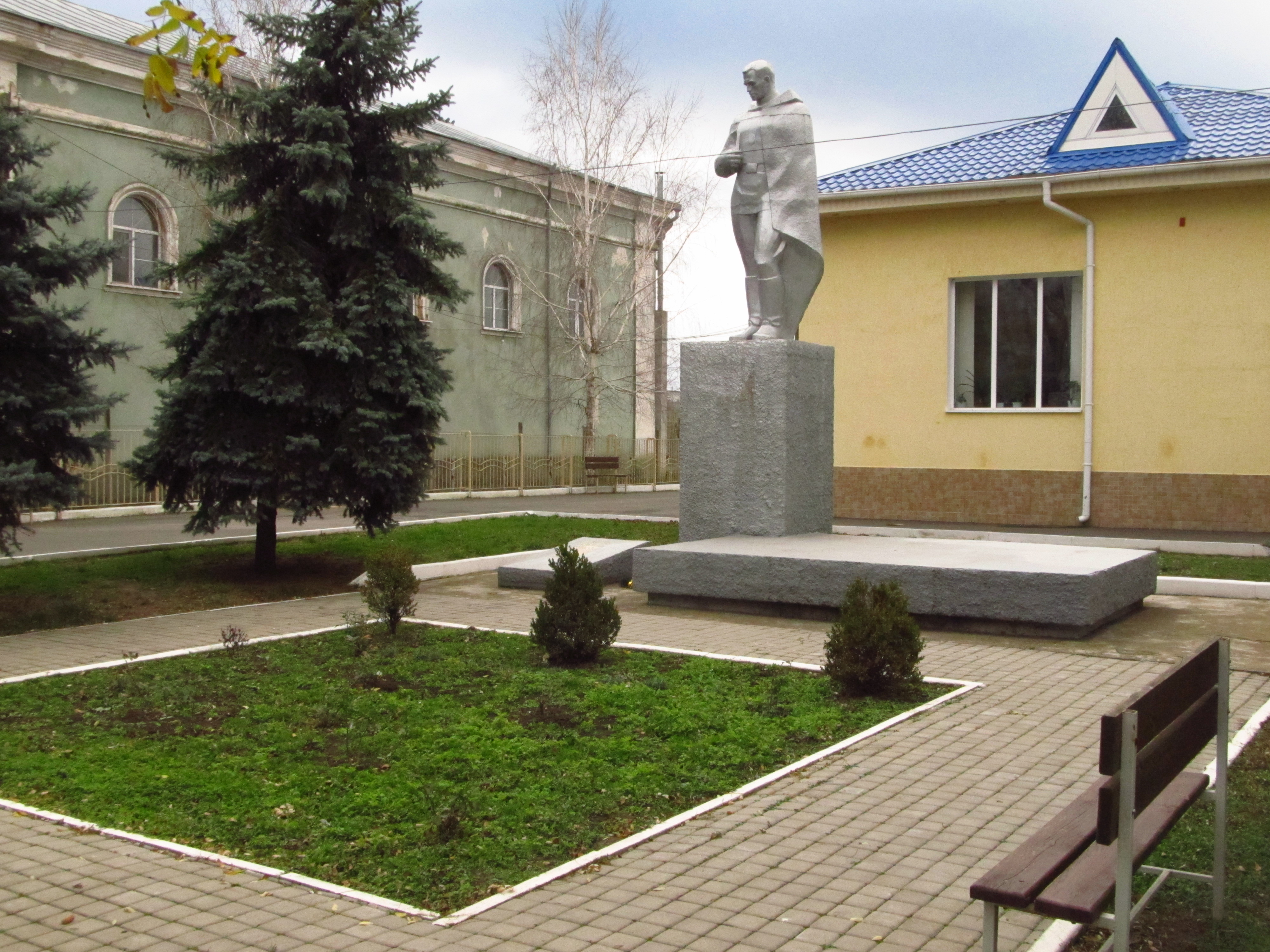
Denkmal im Ort

## Geographie
Dobrooleksandriwka liegt an der Territorialstraße T–16–20 8 km westlich von Welykodolynske, durch das Ortsgebiet fließt der Fluss Baraboj.
Am 4. August 2017 wurde das Dorf ein Teil der Landgemeinde Dalnyk im Rajon Owidiopol; bis dahin bildete es die Landratsgemeinde Dobrooleksandriwka (Доброолександрівська сільська рада/Dobrooleksandriwska silska rada) im Zentrum des Rajons Owidiopol.
Am 17. Juli 2020 wurde der Ort Teil des Rajons Odessa.

## Persönlichkeiten
- Karl Stumpp (1896–1982), Ethnograph
- Eduard Mack (1918–2011), Schriftsteller